# Компьютерная этика
В самом общем смысле компьютерная этика занимается исследованием поведения людей, использующих компьютер, на основе чего вырабатываются соответствующие нравственные предписания и своего рода этикетные нормы. Само употребление выражения «компьютерная этика» весьма условно, эта дисциплина очень молода, она появилась на рубеже 70-х — 80-х гг. XX столетия, и наряду с ней употребляются такие термины, как «информационная этика», «киберэтика».
Компьютерная этика представляет собой область междисциплинарного исследования и включает рассмотрение технических, моральных, юридических, социальных, политических и философских вопросов. Проблемы, анализируемые в ней, условно можно разделить на несколько классов:
- проблемы, связанные с разработкой моральных кодексов для компьютерных профессионалов и простых пользователей, чья работа связана с использованием компьютерной техники;
- проблемы защиты прав собственности, авторских прав, права на личную жизнь и свободу слова применительно к области информационных технологий;
- группа проблем, связанных с появлением компьютерных преступлений, определением статуса, то есть преимущественно правовые проблемы.

В рамках компьютерной этики выделяется особая область, называемая «хакерской этикой», основание которой заложили хакеры, пионеры, стоявшие у истоков современных информационных технологий. А с развитием сети Интернет в обиход входит и понятие «сетевой этики» или «нэтикета» (производное от net — сеть и etiquette — этикет), обозначающее совокупность правил, сложившихся среди пользователей глобальной сети.

## Кодекс компьютерной этики
Наиболее яркое своё воплощение компьютерная этика получила в области разработки моральных кодексов. Весьма показательно отношение к рассматриваемой проблеме в США, где первый кодекс компьютерной этики был разработан в 1979 году. Принятие кодекса было продиктовано пониманием того, что инженеры, ученые и технологи результатами своей деятельности определяют качество и условия жизни всех людей в информационном обществе. Поэтому в преамбуле кодекса подчеркивается жизненно важная необходимость соблюдения всех норм этики при разработке и эксплуатации средств информационных технологий. Впоследствии были разработаны и приняты кодексы во многих других организациях США, связанных со сферой информационных технологий, таких как «Ассоциация разработчиков компьютерных технологий» (ACM), «Ассоциация менеджеров информационных технологий» (DPMA), «Ассоциация пользователей информационных технологий в США» (ITAA), «Ассоциация сертифицированных компьютерных профессионалов» (ICCP).
На основе этических стандартов, используемых в кодексах, «Международная федерация по информационным технологиям» (IFIP) рекомендовала принять кодексы компьютерной этики национальным организациям других стран с учетом местных культурных и этических традиций. Содержание отдельных кодексов отличается друг от друга, но в их основе лежит некоторый инвариантный набор моральных установок, которые условно могут быть сведены к следующим:
1. Не использовать компьютер с целью навредить другим людям.
2. Не создавать помех и не вмешиваться в работу других пользователей компьютерных сетей.
3. Не пользоваться файлами, не предназначенными для свободного использования.
4. Не использовать компьютер для воровства.
5. Не использовать компьютер для распространения ложной информации.
6. Не использовать ворованное программное обеспечение.
7. Не присваивать чужую интеллектуальную собственность.
8. Не использовать компьютерное оборудование или сетевые ресурсы без разрешения или соответствующей компенсации.
9. Думать о возможных общественных последствиях программ, которые Вы пишете, или систем, которые Вы разрабатываете.
10. Использовать компьютер с самоограничениями, которые показывают Вашу предупредительность и уважение к другим людям.

## Принципы, разработанные в рамках компьютерной этики
1. Privacy (тайна частной жизни) — право человека на автономию и свободу в частной жизни, право на защиту от вторжения в неё органов власти и других людей.
2. Accuracy (точность) — соблюдение норм, связанных с точным выполнением инструкций по эксплуатации систем и обработке информации, честным и социально-ответственным отношением к своим обязанностям.
3. Property (частная собственность) — неприкосновенность частной собственности — основа имущественного порядка в экономике. Следование этому принципу означает соблюдение права собственности на информацию и норм авторского права.
4. Accessibility (доступность) — право граждан на информацию, её доступность в любое время и в любом месте.

## Блогерская этика
С широким распространением блогов в сети Интернет начинает формироваться особый подвид компьютерной этики — блогерская этика, затрагивающая вопросы достоверности публикуемой информации, плагиата, соблюдения моральных и нравственных норм. В России также внимание уделяется проблеме использования в блогах элементов обсценной лексики и мата.

## «Хакерская этика»
Насчитывается огромное количество определений понятия «хакер». Эрик Рэймонд, один из авторов, развивающих и пропагандирующих это направление в этике, в своем «Новом словаре хакера» приводит восемь определений, основные из них:
- программист, которому изучение тонких и неочевидных возможностей системы доставляет огромное удовольствие, в отличие от большинства программистов, которые в своей работе обходятся минимально необходимыми знаниями.
- программист-фанатик или просто программист, которому практическое программирование доставляет несравненно большее удовольствие, нежели теоретизирования на околокомпьютерные темы;
- эксперт или фанат в любой области, например, «астрономический хакер» или «хакер-ботаник»;
- человек, которому решение сложных задач доставляет огромное наслаждение;
- тот, кто любит действовать в обход общепринятых правил и ограничений.

Первые хакеры и сам феномен хакерства как определённого образа жизни и поведения, появились в США в 60-е гг. в стенах MIT (Массачусетского технологического института). Этими людьми двигало желание овладеть всеми хитростями компьютерных систем и продвинуть технологию за пределы известных возможностей. Хакерская этика представляет собой ряд правил, принципов и норм, выработанных в среде компьютерных профессионалов. Основные из них связаны, во-первых, с представлением,

«что когда люди делятся информацией с другими, то они совершают нечто очень хорошее и общественно полезное. Согласно этому представлению, нести людям своё мастерство, то есть бесплатно создавать программные продукты, всячески облегчать пользователям доступ к информации и различным компьютерным ресурсам — это моральная обязанность каждого хакера».

Во-вторых, хакеры полагают, что 

«залезать в чьи-то системы просто из интереса или для забавы — это вполне нормально, естественно, если при этом взломщик ничего не ворует, не ломает и не нарушает конфиденциальности системы».